# محمود أبو حليمة
محمود أبو حليمة (ولد سنة 1959 في كفر الدوار بمصر) هو شخص مدان كاحد مرتكبي تفجير مركز التجارة العالمي سنة 1993. نظرا لشعره الأحمر اكتسب لقب محمود الأحمر.

## حياته
أمضى محمود فترة المراهقة مع الجماعة الإسلامية، وأمضى بعض الوقت يدرس في جامعة الإسكندرية لكنه تركها حين ترك مصر سنة 1981 وانتقل إلى ألمانيا وهناك، وصف حياته لاحقا بانها كانت «تعج بالفساد والنساء والمخدرات وكل ما يخطر لك على بال».
في العام التالي رفضته ألمانيا كلاجئ سياسي فتزوج سريعا من امرأة ألمانية والذي ضمن له بقائه في البلد، قام بتطليقها بعد 3 سنوات لكنه بعد فترة وجيزة تزوج من أخرى اسمها ماريان ويبر في طقوس مسلمة، وانتقل إلى بروكلين مع زوجته الجديدة وبعد أن انهت فيزته السياحية في الولايات المتحدة طلب العفو متدعيا انه عامل زراعي وقُبِل كمقيم دائم وفقا لقانون إصلاح الهجرة ومراقبتها لعام 1986 (IRCA).
عمل سائقا لتاكسي في نيويورك لخمس سنوات من 1986 إلى 1991 لكنه في هذه الفترة سحبت منه الرخصة عشر مرات لعدة انتهاكات قام بها منها تجاوزاته أثناء السير ومحاولاته لاخذ اتعاب أكثر من المستحقة من الزبائن. وفي أوقات فراغه عمل محمود لساعات طويلة لمجموعة غير ربحية في بروكلين تجمع أموالا للمجاهدين الأفغان.

## القبض عليه
هرب محمود إلى السعودية ومنها إلى مصر حيث القي القبض عليه وعذب، وسلم إلى الولايات المتحدة مرة أخرى مقيدا بالشريط اللاصق. في مارس 1994 حكم عليه بـ240 سنة سجن دون إطلاق صراح مشروط، تاريخ إطلاق صراحه هو 20 سبتمبر سنة 2087.